# Thomas Archer Hirst
Thomas Archer Hirst, född den 22 april 1830 i Heckmondwike, Yorkshire, död den 16 februari 1892 i London, var en engelsk matematiker.
År 1865 blev Hirst professor i fysik vid University College London och 1867 efterträdde han Augustus de Morgan på lärostolen i matematik där. År 1873 blev han Director of Studies vid Royal Naval College i Greenwich. Hirst studerade matematik vid olika europeiska universitet och efterlämnade en rad dagböcker från sina utlandsvistelser (publicerade av J. Helen Gardner och Robin J. Wilson i American Mathematical Monthly 1993). Hirst var ledamot av Royal Society, British Association for the Advancement of Science och London Mathematical Society. År 1883 tilldelades han Royal Medal.